# Puikkojärvi
Puikkojärvi är en sjö i Finland. Den ligger i kommunen Kuusamo i landskapet Norra Österbotten, i den nordöstra delen av landet, 700 km norr om huvudstaden Helsingfors. Puikkojärvi ligger 216,7 meter över havet. Arean är 54,7 hektar och strandlinjen är 3,89 kilometer lång. Sjön  ingår i Koundaälvens huvudavrinningsområde. 